# Micrathena bandeirante
Micrathena bandeirante es una especie de araña araneomorfa del género Micrathena, familia Araneidae. Fue descrita científicamente por Magalhaes & Santos en 2011.
Habita en Brasil y Argentina.